# ليزلي هسندريكس
ليزلي هسندريكس (بالإنجليزية: Leslie Hendrix)‏ هي ممثلة أمريكية، ولدت في 5 يونيو 1960 في سان فرانسيسكو في الولايات المتحدة.

## أعمال

### مسلسلات
- النية الإجرامية
- قانون ونظام

## وصلات خارجية
- ليزلي هسندريكس على موقع IMDb (الإنجليزية)
- ليزلي هسندريكس على موقع قاعدة بيانات برودواي على الإنترنت (الإنجليزية)
- ليزلي هسندريكس على موقع إن إن دي بي (الإنجليزية)
- ليزلي هسندريكس على موقع قاعدة بيانات الفيلم (الإنجليزية)